# Ne travaillez jamais

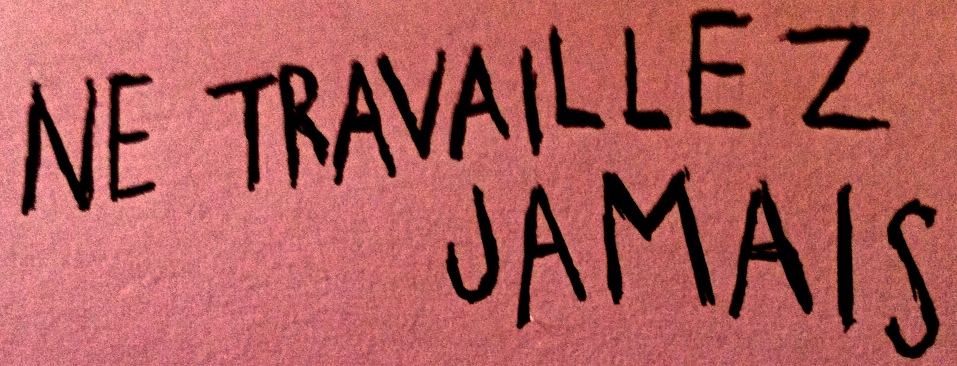
Reconstitution du graffiti de Guy Debord (1953)

« Ne travaillez jamais » est un slogan écrit sur un mur parisien, rue de Seine en 1953, par le théoricien du mouvement situationniste Guy Debord.
Ce slogan fait partie des revendications révolutionnaires issues des courants marxistes et anarchistes liés à l'abolition du travail salarié et qui fut repris lors des événements de Mai 68.

## Origine et historiographie du graffiti

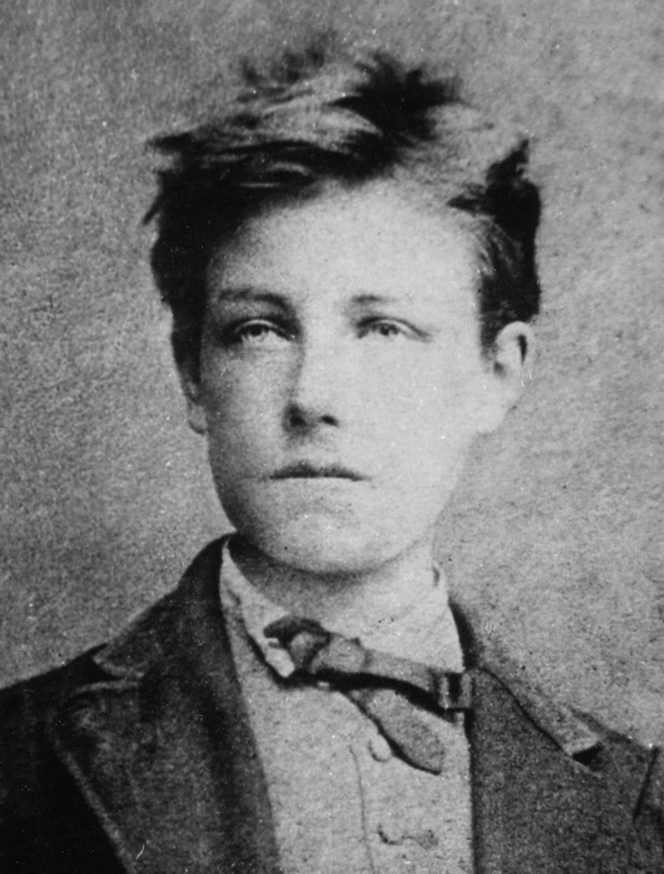
Arthur Rimbaud, inspirateur de Guy Debord ?

Tracé à la craie sur un mur de la rue de Seine dans les premières semaines de 1953 par Guy-Ernest Debord, tout juste âgé de 21 ans, accompagné d’une quinzaine de néo lettristes internationaux dérivant entre le square du Vert-Galant à la pointe aval de l’Île de la Cité et le café Chez Moineau rue du Four, les deux quartiers généraux à l’époque de sa nouvelle organisation l’Internationale lettriste (I.L.), ce slogan « Ne travaillez jamais » avait de ce fait vraisemblablement vocation à disparaître, aucun des membres du groupe, pratiquant par anticipation la critique du spectacle, n’étant bien sûr pourvu d’un appareil photographique pour l'immortaliser. 
Même si toutefois, six ans plus tard, Guy Debord, persuadé de la haute portée symbolique de ce lieu,  était revenu sur place pour se faire filmer avec l'équipe de tournage de son second film Sur le passage de quelques personnes à travers une assez courte unité de temps à quelques pas de là à l'angle de la rue Mazarine et de la rue de Seine en face du square Gabriel-Pierné, la formule ne doit sa postérité qu’à un photographe professionnel, Monsieur Buffier, qui, l’ayant immortalisé avant qu’il ne s’efface à jamais, en fit quelques années plus tard le sujet d’une carte postale dans le cadre d’une série à prétention humoristique avec ce commentaire « Les conseils superflus ». 
C’est à cette occasion que la revue Internationale situationniste dans son numéro 8 publie, intégrée à la seconde partie des Banalités de base de Raoul Vaneigem, la photo de cette inscription présentée comme Programme préalable au mouvement situationniste, sans pour autant en attribuer explicitement à ce moment-là la paternité à Guy Debord, mais en tant que « plus importante trace jamais relevée sur le site de Saint-Germain-des-Prés, comme témoignage du mode de vie particulier qui a tenté de s’affirmer là » (référence implicite à l’aventure de l’I.L de 1952 à 1957).

## Signification
Selon le livre d'Alastair Hemmens, spécialiste de la critique du travail en France, cette formule est une « synthèse entre l’aspect ésotérique de la théorie marxienne et la critique artiste du travail ». Pour Guy Debord, philosophe marxiste, le travail humain, « transfiguré en travail-marchandise », se trouve à la « base d'un processus fétichiste d’accumulation, provoquant une situation d’aliénation totale ». Dans La Société du spectacle, Guy Debord explique que « la valeur d'échange est le condottiere de la valeur d'usage, qui finit par mener la guerre pour son propre compte. »
.

## Arthur Rimbaud mot à mot mais renversé
La phrase reprend mot à mot, en la renversant, la formule « Jamais je ne travaillerai », tirée d'Arthur Rimbaud dans le poème en prose Vierge folle inclus dans son recueil de 1873 Une saison en enfer.  Dans un ouvrage d'analyse critique de la pensée de Guy Debord dont il est un spécialiste, l'écrivain et philosophe Anselm Jappe évoque notamment l'éventuelle influence de ce poème de Rimbaud. Une piste complémentaire est évoquée par l'historien de l'art Fabrice Flahutez comme un emprunt à la couverture de la Révolution surréaliste (n° 4, 15 juillet 1925) dont s'était inspiré Guy Debord comme en témoigne ses fiches de lectures conservées à la Bibliothèque nationale de France. Sur la couverture rouge de ce numéro de la Révolution surréaliste est écrit en toutes lettres « Guerre au travail » rejoignant ainsi la poésie d'Arthur Rimbaud, grande figure tutélaire du surréalisme.

## Postérité
À l'occasion d'une exposition sur les œuvres de Debord, organisée en 2013 par la BnF, cette action est présentée par la journaliste littéraire Nathalie Crom comme le « premier acte symbolique d'une révolte politique et esthétique contre l'ordre établi ».

Ce slogan fut utilisé durant le mouvement de Mai 68, notamment par Les enragés, mouvement à tendance radicale créé autour de René Riesel, Gérard Bigorgne, Patrick Cheval, Pierre Carrère et Patrick Negroni. Il réapparait depuis régulièrement dans différents lieux, jusque par exemple à Neufchâtel en Suisse en juillet 2023. 

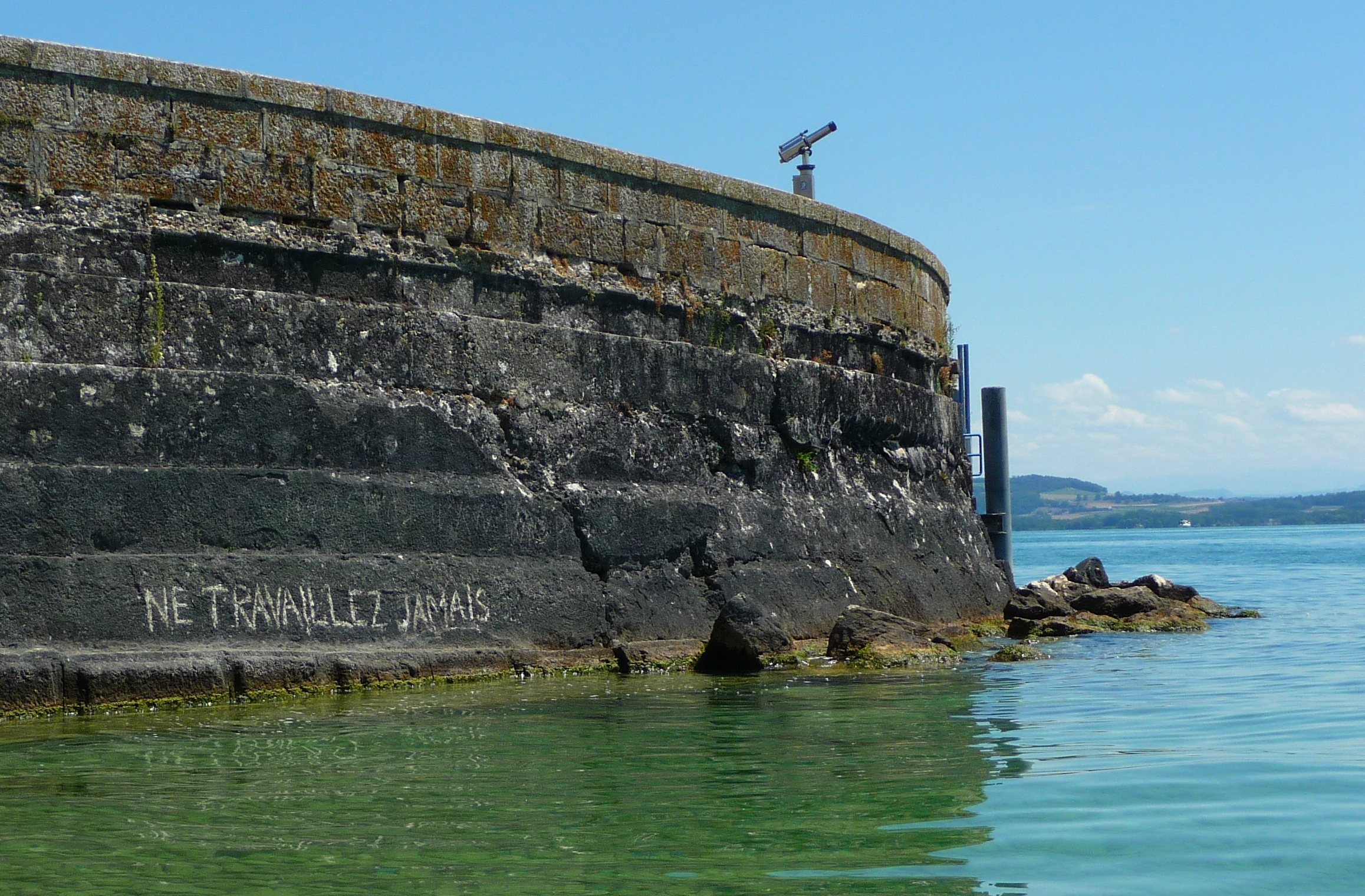
Lac de Neuchâtel, juillet 2023

Selon un article écrit par Mathieu Dejean dans les Inrocks qui cite l'écrivain et journaliste Jean-Michel Mension, «Ne travaillez jamais, (...) était un mot d’ordre qui faisait absolument l’unanimité, et c’est l’un des premiers qui a réapparu à Nanterre en 68.».